# Richvald
Richvald (1927 bis 1946 slowakisch Rychvald, deutsch Reichwald, ungarisch Erdővágás, bis 1907 ungarisch  Richvald) ist eine Gemeinde im Osten der Slowakei mit 1023 Einwohnern (Stand 31. Dezember 2024). Sie gehört zum Okres Bardejov, einem Teil des Prešovský kraj.

## Lage

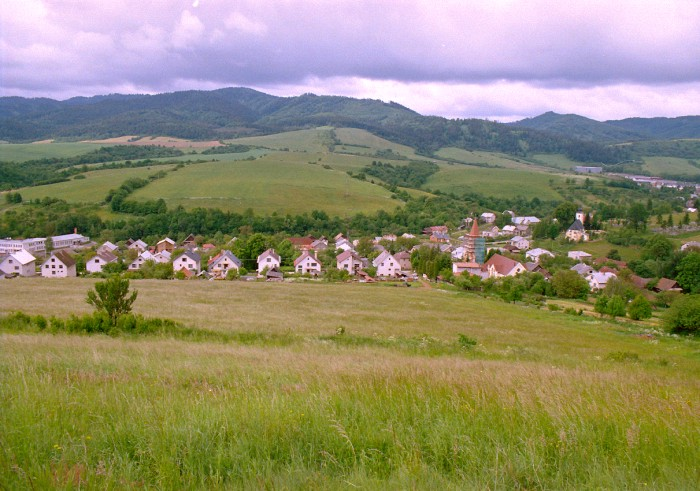
Richvald

Richvald liegt auf einer Höhe von 373 Metern in einem nordwest-südöstlich verlaufenden Tal am Nordhang des zu den Westkarpaten gehörenden Gebirges Čergov am Übergang zu den Niederen Beskiden. Die im Osten gelegene Kreisstadt Bardejov ist von Richvald 10 Kilometer Luftlinie entfernt. Erreichbar ist Richvald von Bardejov über die in westlicher Richtung nach Stará Ľubovňa führende Schnellstraße I/77, von der eine Nebenstraße (3497) nach Süden zur Gemeinde Kružlov abzweigt, die nach zwei Kilometern Krivé und nach weiteren vier Kilometern Richvald erreicht. Etwas näher ist die südliche Route von Bardejov über die Straße 545 bis nach Kľušovská Zábava und dort nach Nordwesten ins Tal abzweigend bis zum fünf Kilometer entfernten Richvald. Weitere Nachbardörfer sind das südlich abseits der Straße gelegene Hervartov und die zwei Kilometer Luftlinie entfernte Siedlung Bogliarka mit ungefähr 130 Einwohnern im Westen, die auf der Straße nur mit einem Umweg über Kruzlov erreichbar ist.

## Geschichte
Die Ortschaft Reichwald wurde gegen 1300 von einem Schultheiß im Zuge der deutschen Ostkolonisierung gegründet und wird zum ersten Mal 1355 schriftlich erwähnt. Der Name leitet sich von der einst dicht bewaldeten Gegend ab. Der Ort gehörte anfangs zum Adelsgeschlecht Perény, seit den 1440er Jahren bis 1848 weitgehend zur Stadt Bartfeld (Bardejov) mit einigen Ausnahmen. Die erste Schule entstand wohl im frühen 15. Jahrhundert, belegt ist eine Schule jedoch erst im Jahr 1600. Die Haupteinnahmequelle der Bevölkerung war und ist Landwirtschaft. 1828 sind 110 Häuser und 813 Einwohner verzeichnet.

## Bevölkerung
| Jahr                | 1994 | 2004    | 2014    | 2024    |
| ------------------- | ---- | ------- | ------- | ------- |
| Anzahl der Personen | 1023 | 983     | 997     | 1023    |
| Unterschied         |      | −3,91 % | +1,42 % | +2,60 % |

| Jahr                | 2023 | 2024    |
| ------------------- | ---- | ------- |
| Anzahl der Personen | 1011 | 1023    |
| Unterschied         |      | +1,18 % |

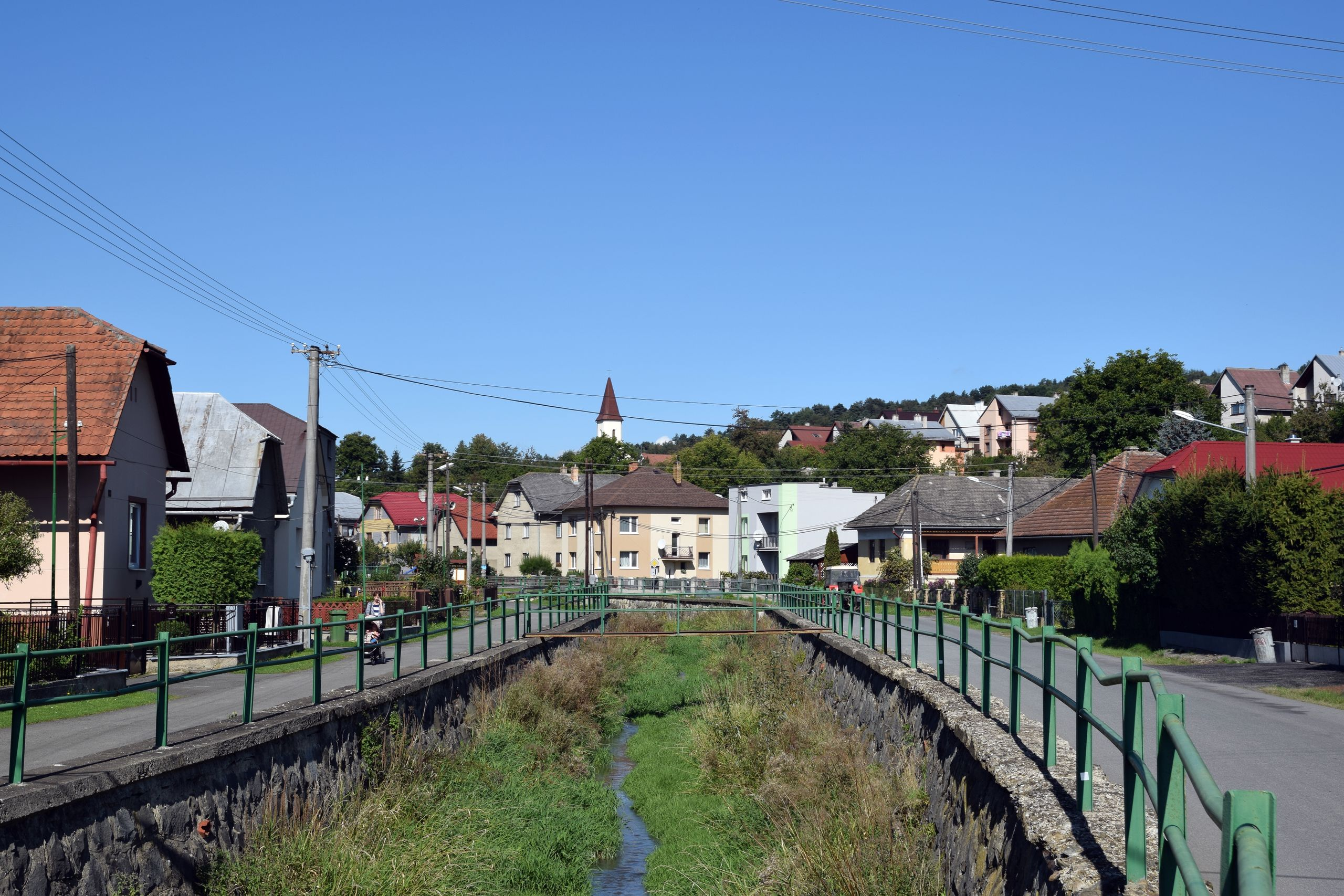
Durchgangsstraße nach Norden mit dem Turm der Bartholomäuskirche im Hintergrund

Ergebnisse der Volkszählung 2001 (1004 Einwohner):
| Nach Ethnie: - 99,60 % Slowaken | Nach Religion: - 72,31 % evangelisch - 25,00 % römisch-katholisch |

## Ortsbild

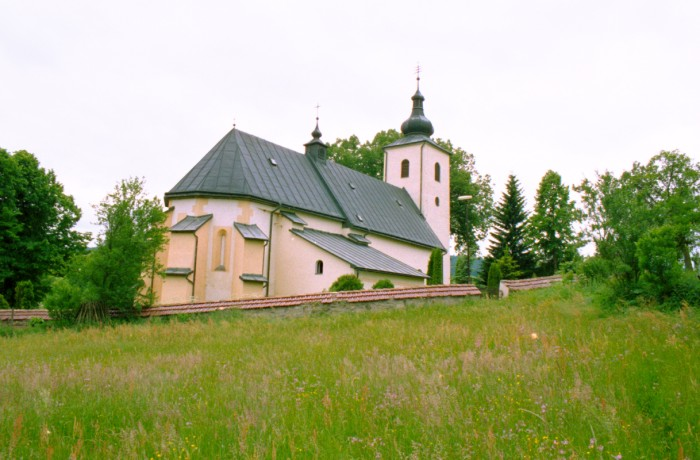
Kirche St. Bartholomäus

Richvald ist ein Straßendorf, das vom neben der Durchgangsstraße verlaufenden Bach Richvaldský potok durchflossen wird. Es gibt eine Gemeindeverwaltung (obecný úrad) in der Ortsmitte, zwei mit Gaststätten verbundene Lebensmittelläden und zwei Kirchen.
Die römisch-katholische Bartholomäuskirche (Kostol sv. Bartolomeja Apoštola) im gotischen Stil geht auf die zweite Hälfte des 14. Jahrhunderts zurück. Die einschiffige Kirche mit einer polygonalen Apsis und einem quadratischen Glockenturm am Westgiebel steht auf einer kleinen Anhöhe über der Durchgangsstraße. Eine neue evangelische Kirche wurde im Jahr 2003 fertiggestellt.